# 桃瀬麻美
桃瀬 麻美（ももせ あさみ、1986年3月14日 - ）は、東京都出身のグラビアアイドル。元女子プロレスラー（2017年10月29日ー2018年6月10日アイスリボン）。

## 出演

### テレビ番組
- テレビ東京「イツザイ」
- テレビ朝日「『ぷっ』すま」
- 読売テレビ「芸恋リアル」
- TBS「神さまぁ〜ず」
- MONDO21「誘惑のマーメイド」
- MONDO21「ドキドキニュースキャスター」
- casTY「ひかり荘」
- 宇宙一せまい授業!「あっ!とおどろく放送局」

### CM
- 株式会社シアン 『ハイボーテHGHディレーション』
- 株式会社シアン 『ハイボーテHGHバーニングジェル』
- ポニーキャニオン CD 『MY idol 青春 playback』

### 映画
- SUTTER

### 雑誌
- 「FLASH」
- 「sabra」[1]
- 「BUBKA」
- 「本当にデカップ」
- 「chuスペシャル」
- 「Bejean」
- 「ザ・ベストマガジンオリジナル」
- 「BLACKBOX」
- 「BREAK Max」
- 「週刊プロレス」
- 「sabra」付録DVD

## その他
- 携帯サイト 「グラビアアイドルDX」
- auサイト「ハプニング娘」